# Cyclosternum gaujoni
Cyclosternum gaujoni är en spindelart som beskrevs av Simon 1889. Cyclosternum gaujoni ingår i släktet Cyclosternum och familjen fågelspindlar.
Artens utbredningsområde är Ecuador. Inga underarter finns listade i Catalogue of Life.